# منطقه جاسین
منطقه جاسین (به لاتین: Jasin District) یک منطقهٔ مسکونی در مالزی است که در ایالت ملاکا واقع شده‌است.